# Ralph van Dooren
Ralph van Dooren (Maastricht, 6 juni 1981) is een Nederlands voetballer. Hij kwam onder andere uit voor MVV Maastricht, FC Eindhoven en het Faeröerse B68 Toftir.

## Carrière
Van Dooren speelde in de jeugd bij Leonidas-Wolder. Hij debuteerde in het seizoen 1999/2000 als middenvelder bij MVV. Na 53 wedstrijden (1 doelpunt) in Maastricht speelde hij in het seizoen 2004/05 voor FC Eindhoven (11 wedstrijden, 1 doelpunt). In maart 2006 ging hij voor B68 Toftir op de Faeröer spelen. In het seizoen 2006/07 kwam hij uit voor het Deense FC Hjørring en in 2008 speelde hij wederom voor B68. Hij sloot zijn carrière af bij de amateurs van EVV Echt.
Van Dooren was de eerste Nederlandse voetballer op de Faeröer en hij speelde ook viermaal (1 doelpunt) voor Nederland onder 19.